# Carmelo (obra de teatro)
Carmelo es una obra de teatro en dos actos de Juan José Alonso Millán estrenada en 1964.

## Argumento
Una bondadosa y frágil anciana acoge en su hogar a desarrapados y mendigos. La situación se presenta de tal forma que en seguida surge la duda de si la anciana pretende cobijarlos, alimentarlos y educarlos o bien su objetivo es dárselos de merendar a un león hambriento que tiene en una habitación.

## Estreno
- Teatro Reina Victoria, Madrid, 29 de septiembre de 1964.
  - Dirección: José Osuna.
  - Intérpretes: Josefina Díaz, Antonio Ozores, Amparo Baró, Félix Fernández, Matilde Muñoz Sampedro, Mari Paz Ballesteros, Luis Sánchez Polack, Avelino Cánovas, Paulino Casado.

## Versión para televisión
Fue emitida el 15 de diciembre de 1972 en el espacio Estudio 1, de Televisión española, con los siguientes intérpretes: Alicia Hermida, Mari Carmen Prendes, Luis Varela, Jesús Enguita, Pilar Muñoz y Vicente Haro.